# Rhesala albizziae
Rhesala albizziae là một loài bướm đêm trong họ Noctuidae.